# Cabaret-Rouge katonai temető
A Cabarat-Rouge katonai temető (Cabaret-Rouge British Cemetery) egy első világháborús sírkert a franciaországi Souchez közelében, amelyben 7661 halott nyugszik. A temetőt egy korábbi kanadai tiszt, Sir Frank Higginson tervezte, aki a Nemzetközösségi Hadisírbizottság építésze volt.

## Története

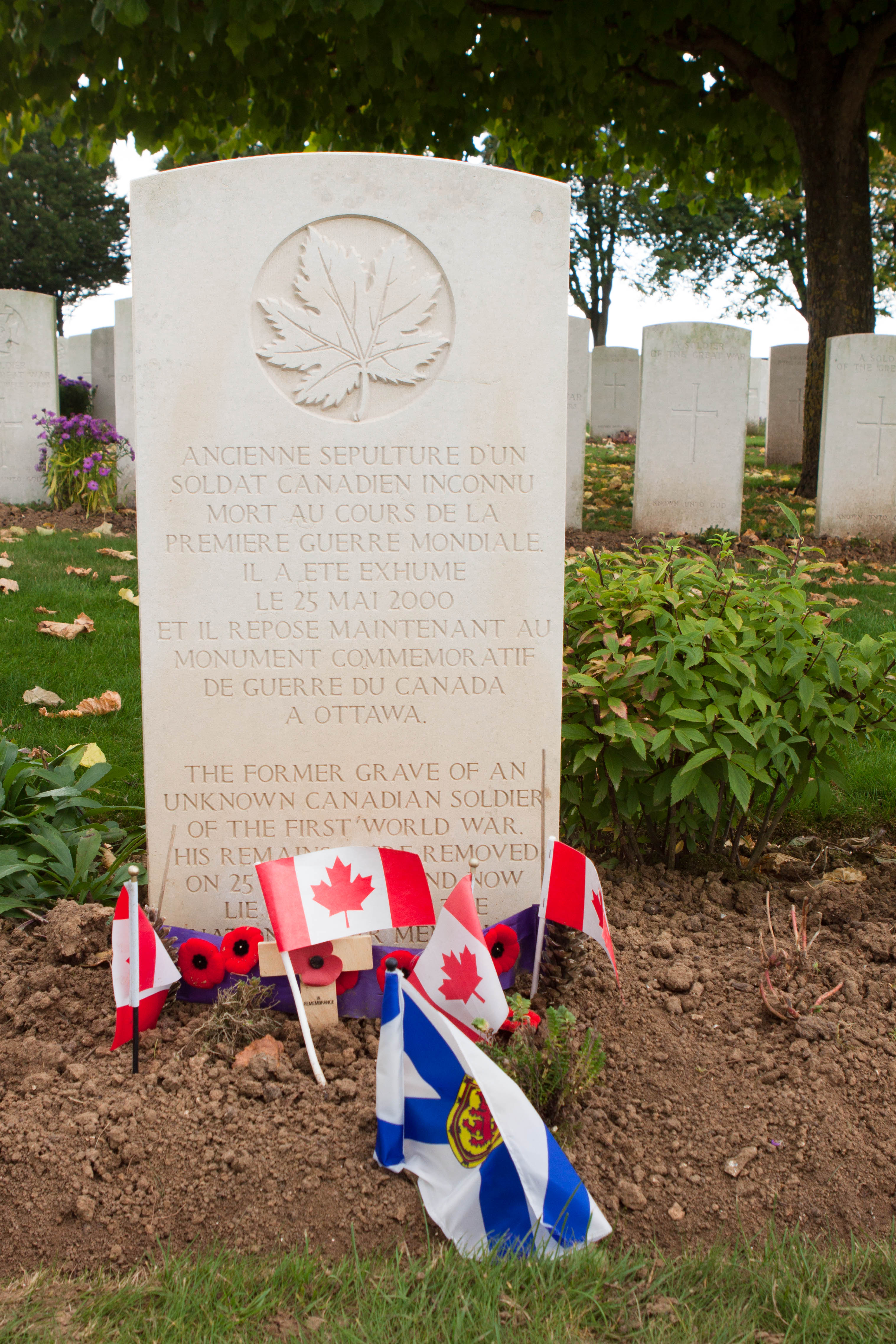
Az ottawába szállított hősi halott egykori sírhelye

A Caberet Rouge (Vörös kabaré) egy vörös téglás, vörös cserepes étterem volt egykor. Az épület megsemmisült az ágyúzásban 1915 márciusában, de nevét megőrizte a szektor és egy közlekedőárok, amelyen a katonák megközelíthették a frontvonalat. A nemzetközösségi katonák 1916. márciusban kezdték a temetéseket ezen a helyen. Elsősorban a 47. (londoni) Hadosztály és a Kanadai Hadtest hősi halottjai találtak végső nyugalmat a temetőben 1917 augusztusáig. A háború után a sírkertet jelentősen bővítették, és hétezer exhumált holttestet helyeztek el benne több mint száz helyszínről. A 20. század nagy részében a Cabaret-Rouge nyitott temetőként üzemelt, vagyis befogadta a közelben előkerülő háborús halottak földi maradványait. A temetőben nyugvó halottak több mint felét nem sikerült azonosítani.
A területen sok nemzetközösségi egység szolgált a háború alatt, így a halottak között vannak britek, írek, ausztrálok, új-zélandiak, indiaiak és dél-afrikaiak. A Brit Királyi Légierő és a Királyi Repülő-hadtest több mint hetven tisztje talált örök nyugalomra a sírkertben. Több száz kanadai katona nyugszik a Cabaret-Rouge-ban, aki a Vimy-hegyhátért folyó csatában halt meg 1917. áprilisban. 2000 májusában egy ismeretlen kanadai katona földi maradványait exhumálták, majd az ottawai nemzeti háborús emlékhely lábánál temették el.
A temetőben az első világháború 7661 azonosított áldozata (2765 brit, 325 kanadai, 55 ausztrál, 28 dél-afrikai, 15 indiai, öt új-zélandi és két német) nyugszik. Rajtuk kívül 4465 azonosítatlan első világháborús halottat temettek el a sírkertben. A Cabaret-Rouge-ban hantoltak el egy brit katonát is, aki a második világháborúban vesztette életét.

## A kanadaiak csatája
A német hadsereg 1914-es előrenyomulása során foglalta el Souchez települést, valamint az azt körbeölelő két hegyhátat, a Vimyt és a Notre Dame de Lorette-et. 1915 őszén a franciák egyéves harc után elfoglalták az utóbbit. A nemzetközösségi katonák 1916 márciusában vették át a területet a francia erőktől. A Viny-gerinc a német védelmi rendszer kulcspontja volt, mivel onnan uralták a közeli területeket, mások mellett létfontosságú szénbányákat és gyárakat.
A hegyhátért folyó ütközet az arrasi csata részeként kezdődött 1917. április 9-én. A kanadai erőknek sikerült a német állások többségét elfoglalniuk az első napon, és április 12-ére Thélus falu is a kezükbe került. A németeket visszaszorították az Oppy-Méricourt-vonal mögé. A kanadaiak négy nap alatt tízezer katonát vesztettek, közülük 3500 meghalt. Ez a csata volt az első, amelyben mind a négy kanadai hadosztály együtt harcolt, és a győzelem fontos igazodási pontja a kanadai nemzeti identitásnak.